# Rubanivka, Mașivka
Rubanivka (în ucraineană Рубанівка) este un sat în comuna Starîțkivka din raionul Mașivka, regiunea Poltava, Ucraina.

## Demografie
Componența lingvistică a localității Rubanivka
     Ucraineană (94,78%)
     Rusă (5,22%)
Conform recensământului din 2001, majoritatea populației localității Rubanivka era vorbitoare de ucraineană (94,78%), existând în minoritate și vorbitori de rusă (5,22%).